# Satyricon (film 1969)
Satyricon è un film del 1969 diretto da Gian Luigi Polidoro con Ugo Tognazzi, Don Backy e Franco Fabrizi. È ispirato a Satyricon, opera latina di Petronio Arbitro.
La trama del Satyricon riprende in maniera parodistica l'Eneide virgiliana. Le peripezie che Encolpio subisce richiamano quelle subite da Enea, ma Encolpio è vittima del dio della fecondità, Priapo, che causa, con effetti comici, crisi di impotenza al protagonista.

## Trama
Nella Roma corrotta di Nerone, il giovane viziato Encolpio vagabondeggia con il ragazzo Gitone, suo efebo amante, e cerca di evitare il rivale Ascilto. Nel peregrinare, i due finiscono in un bordello, dove sono ingannati da una ragazza apparentemente bisognosa di cure per un mal di pancia. Dopo essere stati violentati dalle prostitute, Encolpio e Gitone vanno nella villa di Pomponio Mela, zio di Encolpio, ma costui è morto per via delle liste di proscrizione imperiali, e così Encolpio eredita tutta la magione.
Il giovane però si mette nei guai, perché il poetastro ruffiano Eumolpo lo raggira, capendo la sua ricchezza, e lo trascina nella vita dissoluta, incominciato dalla sontuosa cena di Trimalcione, rozzo liberto arricchito. Dopo questa avventura, Eumolpo tenta più volte di abusare di Encolpio, che nel frattempo ha perso Gitone, e lo porta a vivere nella sua casa. Dopo che Encolpio fugge via, viene catturato dalla maga Circe, la quale si rende conto che il ragazzo è diventato impotente per colpa di un maleficio del dio Priapo.
Dopo la guarigione con atto sensuale, Encolpio ritrova Gitone e decide di scappare a Capua su una nave. L'episodio finale vede i due prigionieri di Lica, l'armatore della nave, che ha un conto in sospeso con Encolpio, il quale viene salvato solo dalla moglie di Lica, assai attirata dal bel ragazzo. Ma la nave fa naufragio, e quando Encolpio si risveglia sulla spiaggia, scopre che l'amato Gitone è morto nella tempesta.

## Produzione
Il film fu realizzato in contemporanea con Fellini Satyricon, secondo la stampa approfittando della grande eco che si era sparsa della realizzazione di un nuovo film del famoso regista romagnolo. In realtà il primo progetto di un film tratto dal libro di Petronio fu proprio quello del produttore Alfredo Bini, che inizialmente propose il film a Federico Fellini il quale si sottrasse al progetto, salvo decidere in un secondo momento di realizzarlo con il produttore Alberto Grimaldi. Ma Bini aveva già affidato il progetto a Gian Luigi Polidoro. Ne nacque una contesa giudiziaria, che vide infine vittorioso Alfredo Bini (il quale risultò aveva depositato il progetto già nel 1963), con il risultato che la produzione Grimaldi-Fellini dovette cambiare il titolo del film in Fellini Satyricon.
Le riprese si sono svolte a Roma (Mercati di Traiano, tempio di Esculapio, Casa dei Cavalieri di Rodi), e nei dintorni, come la cascata di Isola Farnese.

## Distribuzione
Il film uscì nelle sale quattro mesi prima del Fellini Satyricon (1969). Il magistrato Vittorio Occorsio ne dispose presto il sequestro con l'accusa di oscenità, soprattutto per le scene sessualmente esplicite in cui era coinvolto anche l'attore Francesco Pau, all'epoca quattordicenne, nel ruolo di Gitone. Al sequestro seguì una scia di censure e accuse, che oscurano i pregi del film, come la memorabile interpretazione di Ugo Tognazzi, a cui fu affidata la parte di Trimalcione.